# Kolywan (Nowosibirsk)
Kolywan (russisch Колыва́нь) ist eine Siedlung städtischen Typs in der Oblast Nowosibirsk (Russland) mit 11.842 Einwohnern (Stand 14. Oktober 2010).

## Geographie
Die Siedlung liegt etwa 40 Kilometer nördlich der Oblasthauptstadt Nowosibirsk am linken, hohen Ufer des Flusses Tschaus gut zehn Kilometer oberhalb dessen Mündung in den Ob. Der Tschaus entsteht wenige Kilometer oberhalb Kolywan aus dem Tschik und seinem kleinen linken Zufluss Ojosch und fließt am Westrand der hier knapp zehn Kilometer breiten Flussaue des Ob.
Kolywan ist Verwaltungszentrum des gleichnamigen Rajons Kolywan.

## Geschichte

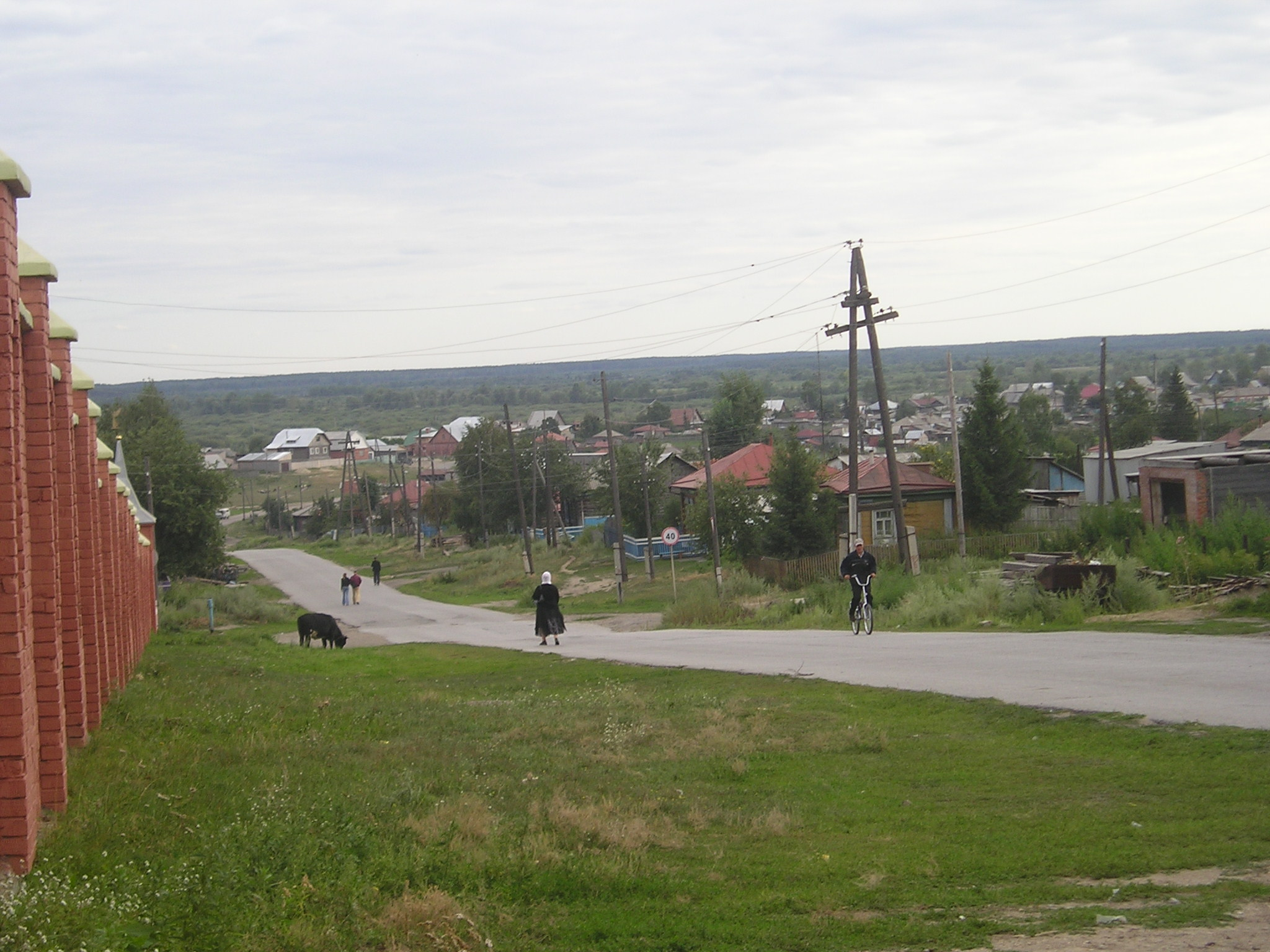
Blick über Kolywan auf die Ob-Niederung (2005)

1713 wurde am linken Ufer des Tschaus, einige Kilometer unterhalb der heutigen Siedlung und unweit des Ob, ein Ostrog errichtet, der den Namen Tschausski ostrog (Tschaus-Ostrog) erhielt. 1719 wurde eine erste Holzkirche errichtet. Bis zur Mitte des 18. Jahrhunderts wurde der Sibirische Trakt gebaut und durch das beim Ostrog entstandene Dorf geführt. In der Nähe überquerte die Straße den Ob; übergesetzt wurde mit Booten. Der Ort entwickelte sich in diesem Zusammenhang zu einem bedeutenden lokalen Handelsplatz, während der Ostrog niemals militärische Bedeutung besaß, da sich die Grenze des Russischen Reiches in dieser Region bereits weit nach Süden verschoben hatte.
Beschreibungen des Ortes aus dem 18. Jahrhundert stammen unter anderem vom deutschen Botaniker und Forschungsreisenden Daniel Gottlieb Messerschmidt (1721) und dem Schriftsteller Alexander Radischtschew, der dem Trakt 1790 auf dem Weg in die Verbannung im Ilimski ostrog (oberhalb des heutigen Ust-Ilimsk in Ostsibirien) folgte.
Im Verlauf des 18. Jahrhunderts wurden der Nordrand des Altaigebirges und sein gesamtes nördliches Vorland – große Teile der heutigen Region Altai und Oblast Nowosibirsk – als Oblast Kolywan bezeichnet, abgeleitet von Gornaja Kolywan („Berg-Kolywan“), der Bezeichnung des Bergbaugebietes um Smeinogorsk und das heutige Dorf Kolywan in der Region Altai. Verwaltungszentrum dieses Gebietes war der Berdski ostrog (Berd-Ostrog) bei der heutigen Stadt Berdsk. 1783 wurde die Verwaltungseinheit in Gouvernement Kolywan umbenannt; ihr Zentrum Berdski ostrog mit der um ihn entstandenen Stadt zugleich in Kolywan.
Schon 1796 wurde das Gouvernement nach dem Regierungsantritt Pauls I. wieder aufgelöst und die Stadt Kolywan mit Berd-Ostrog 1797 aufgelassen. Diese beiden Jahre werden in Quellen des 20. Jahrhunderts fälschlicherweise als Jahr der Umbenennung des Tschaus-Ostrogs oder gar der Gründung der heutigen Siedlung Kolywan angegeben, die daher auch 1997 ihr 200-jähriges Bestehen feierte. In Wirklichkeit erfolgte diese Umbenennung jedoch nicht zeitgleich, sondern erst am 22. Juli 1822 im Zuge der Neuordnung der sibirischen Gouvernements, um „zumindest einer Stadt der ehemaligen Oblast Kolywan“ diesen Namen zu geben, wie der Fürst Kostrow, Sekretär des statistischen Komitees des Gouvernements Tomsk, schrieb. Die Umbenennung war mit der Verleihung des Stadtrechts als saschtatny gorod („verwaltungsfreie Stadt“; hier befand sich also keine Ujesd- oder Okrug-Verwaltung) im Bestand des Okrugs Tomsk des gleichnamigen Gouvernements verbunden.
Mitte der 1820er Jahre wurde entschieden, die Stadt an die Stelle des heutigen Ortes zu verlegen. 1834 entstand ein Generalbebauungsplan, mit dessen Umsetzung allerdings erst um 1840 begonnen wurde. 1867 wurde die erste steinerne Kirche geweiht, die Bedeutung des Ortes als Handels- und Handwerkszentrum wuchs weiter, insbesondere in den 1880er und der ersten Hälfte der 1890er Jahre. Einige kleine Fabriken zur Verarbeitung von Landwirtschaftsgütern entstanden.
Als aber am Ende des 19. Jahrhunderts die Transsibirische Eisenbahn gebaut wurde, umging sie Kolywan einige Dutzend Kilometer südlich – an Stelle ihrer Ob-Querung entstand Nowonikolajewsk, die heutige Millionenstadt Nowosibirsk, während Kolywan im Ergebnis einen Niedergang erlebte. 1917 wurde Kolywan dem neu entstandenen Ujesd Nowonikolajewsk angegliedert. 1924 wurde es Verwaltungszentrum eines neu geschaffenen Rayons, verlor aber 1925 sein Stadtrecht und galt fortan wieder als Dorf.
Nach dem Zweiten Weltkrieg wuchs die Einwohnerzahl wieder und stabilisierte sich auf einem Niveau knapp unter dem vom Ende des 19. Jahrhunderts. 1964 erhielt der Ort den Status einer Siedlung städtischen Typs.

### Bevölkerungsentwicklung
| Jahr | Einwohner |
| ---- | --------- |
| 1721 | 150       |
| 1859 | 2.760     |
| 1881 | 12.091    |
| 1897 | 11.711    |
| 1922 | 7.386     |
| 1939 | 7.114     |
| 1959 | 6.775     |
| 1970 | 8.762     |
| 1979 | 8.992     |
| 1989 | 10.589    |
| 2002 | 10.947    |
| 2010 | 11.842    |

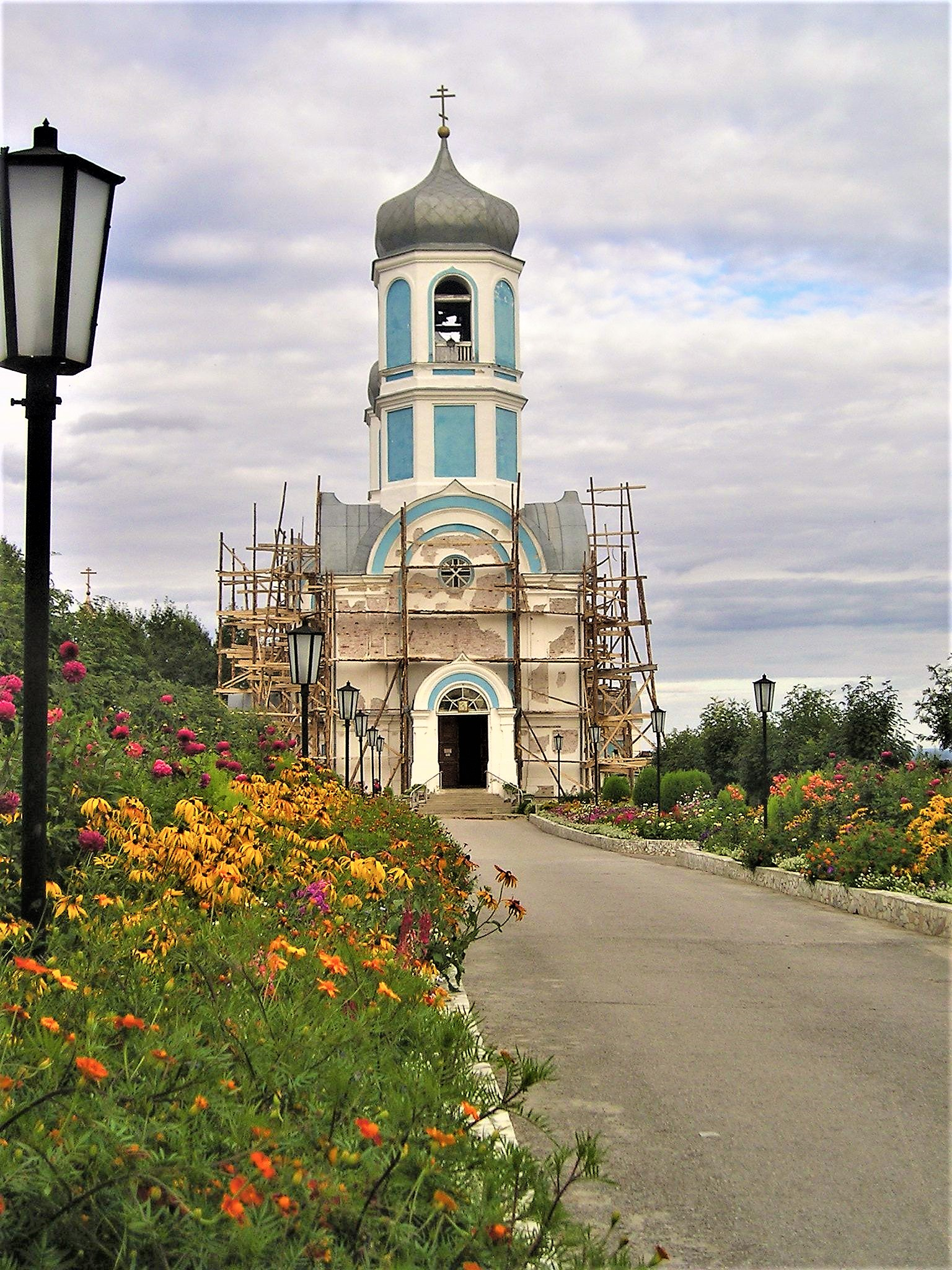
Alexander-Newski-Kirche in Kolywan (2005)

Anmerkung: 1897, ab 1939 Volkszählungsdaten

## Kultur und Sehenswürdigkeiten
Kolywan hat den Charakter einer sibirischen Kleinstadt des 19. Jahrhunderts weitgehend erhalten. Eine größere Anzahl von Bauten aus dieser Zeit existiert noch, sowohl steinerne Kaufmannshäuser im Zentrum, wie auch die umgebende hölzerne Wohnbebauung.
Zu den Bauwerken gehört die weithin sichtbare, 1887 fertiggestellte Alexander-Newski-Kirche (церковь Александра Невского/zerkow Alexandra Newskogo). Nach Schließung (1934 bis 1946 und ab 1962) und Beschädigungen, wie der Entfernung der Kuppeln 1968, in der sowjetischen Periode wurde sie restauriert und 1991 vom Patriarchen Alexius II. neu geweiht. 1992 entstand bei der Kirche ein Frauenkloster, in dem heute 25 Nonnen leben; eines von zwei Frauenklöstern der russisch-orthodoxen Eparchie Nowosibirsk.
Die Siedlung besitzt seit 1976 ein Heimatmuseum.

## Wirtschaft und Infrastruktur
Kolywan ist Zentrum eines Landwirtschaftsgebietes mit verschiedenen Betrieben zur Verarbeitung landwirtschaftlicher Produkte.
Die Siedlung ist mit Nowosibirsk mit einer Straße durch das Kiefern- und Birkenwaldmassiv Kudraschowski Bor verbunden, die dann in einiger Entfernung dem linken Ob-Ufer weiter in Richtung Norden bis gegenüber Kolpaschewo in der benachbarten Oblast Tomsk folgt.

## Persönlichkeiten
- Anatoli Schirschow (1921–1981), Mathematiker